# Aston-by-Sutton
Aston-by-Sutton est une paroisse civile et un village du Cheshire, en Angleterre.